# Alexander Dalrymple
Alexander Dalrymple (New Hailes, 24 luglio 1737 – 19 giugno 1808) è stato un geografo, cartografo ed esploratore britannico.
Trasferitosi a Londra nel 1752, fu inviato come apprendista dalla Compagnia delle Indie orientali a Madras. Dal 1758, e fino al 1764, ebbe dalla compagnia l'incarico di effettuare delle ricognizioni nelle Indie orientali, spingendosi fino alla Cina. Tornato nella capitale britannica nel 1765, divenne socio della Società Reale. Nel 1767 pubblicò i resoconti dei suoi viaggi nel volume Account of the Discoveries Made in the South Pacific Ocean, con il quale teorizzò l'esistenza di una vasto continente inesplorato nell'oceano Pacifico meridionale, la cosiddetta Terra Australis Incognita.
In seguito, con la Historical Collection of the Several Voyages and Discoveries in the South Pacific Ocean (1770-71), pubblicò dei documenti spagnoli che provavano il passaggio di Luis Váez de Torres nel sud della Nuova Guinea, attraverso, cioè, lo Stretto di Torres. I suoi contributi avviarono, di fatto, una corsa alle esplorazioni finalizzate alla ricerca di terre mitiche, della Terra Australis appunto, che sfociarono, in particolare, nelle spedizioni di James Cook. Questi tuttavia, in particolare con il suo secondo viaggio (dal 1772 al 1775), ne avrebbe dimostrato l'insussistenza.
Nel 1790 Dalrymple mise mano ad una scala per la misurazione dell'intensità del vento basata sullo stato del mare, che fu in seguito perfezionata da Francis Beaufort.  Nel 1795, quando l'ammiragliato della Royal Navy istituì l'Ufficio idrografico, ne fu nominato direttore. In questa veste produsse oltre un migliaio di carte nautiche.